# Hockey su ghiaccio ai VI Giochi olimpici invernali
Il torneo di hockey su ghiaccio dei VI Giochi olimpici invernali del 1952, svoltosi per la prima volta in Norvegia, fu considerato valido anche come 19º campionato del mondo di hockey su ghiaccio e 30º campionato europeo organizzato dalla International Ice Hockey Federation. Le partite si svolsero principalmente presso la Jordal Amfi Arena di Oslo, ma anche presso la Dælenenga idrettspark di Oslo, la Kadettangen di Sandvika, il Lillestrøm Stadion di Lillestrøm e il Marienlyst Stadion di Drammen.
Il torneo di svolse nel periodo fra il 15 febbraio e il 25 febbraio 1952. Vi presero parte nove squadre, raggruppate in un unico girone all'italiana con gare di sola andata; la classifica finale del girone determinò l'assegnazione delle medaglie. Il Canada riuscì a imporsi per la sesta volta in sette edizioni, superando di due punti nella graduatoria gli Stati Uniti, i quali avevano un solo punto di vantaggio sulla coppia formata da Svezia e Cecoslovacchia, squadre con lo stesso punteggio e la stessa differenza reti; per questo il 25 febbraio si organizzò un match per determinare la terza classificata, vinto poi dagli scandinavi.
A margine dell'evento olimpico, valido anche per il titolo mondiale, si disputò nella città belga di Liegi la seconda edizione del Critérium Européen, antenato del Campionato mondiale di Prima Divisione, al quale si presentarono sei squadre, e nella quale si impose il Regno Unito.

## Torneo olimpico

### Partecipanti
Parteciparono al terzo torneo olimpico nove rappresentative nazionali provenienti da due continenti, con un numero variabile di giocatori.
- Canada (16)
- Cecoslovacchia (17)
- Finlandia (17)
- Germania (15)
- Norvegia (17)
- Polonia (16)
- Stati Uniti (15)
- Svezia (16)
- Svizzera (17)

### Girone finale
| Oslo 15 febbraio 1952, ore 17:00 | Norvegia | 2 – 3 (1-0; 0-2; 1-1) | Stati Uniti | Jordal Amfi Arena |

| Oslo 15 febbraio 1952, ore 19:00 | Svezia | 9 – 2 (2-0; 5-2; 2-0) | Finlandia | Dælenenga idrettspark |

| Drammen 15 febbraio 1952, ore 19:00 | Cecoslovacchia | 8 – 2 (3-1; 2-1; 3-0) | Polonia | Marienlyst Stadion |

| Oslo 15 febbraio 1952, ore 21:00 | Canada | 15 – 1 (6-1; 7-0; 2-0) | Germania | Jordal Amfi Arena |

| Oslo 16 febbraio 1952, ore 17:00 | Svizzera | 12 – 0 (2-0; 2-0; 8-0) | Finlandia | Jordal Amfi Arena |

| Oslo 16 febbraio 1952, ore 19:00 | Norvegia | 0 – 6 (0-2; 0-2; 0-2) | Cecoslovacchia | Dælenenga idrettspark |

| Oslo 16 febbraio 1952, ore 19:00 | Stati Uniti | 8 – 2 (1-0; 3-1; 4-1) | Germania | Jordal Amfi Arena |

| Oslo 16 febbraio 1952, ore 21:00 | Svezia | 17 – 1 (1-0; 9-1; 7-0) | Polonia | Jordal Amfi Arena |

| Oslo 17 febbraio 1952, ore 17:00 | Norvegia | 2 – 4 (1-2; 0-1; 1-1) | Svezia | Jordal Amfi Arena |

| Oslo 17 febbraio 1952, ore 19:00 | Svizzera | 6 – 3 (4-1; 2-2; 0-0) | Polonia | Dælenenga idrettspark |

| Drammen 17 febbraio 1952, ore 19:00 | Canada | 13 – 3 (6-2; 5-0; 2-1) | Finlandia | Marienlyst Stadion |

| Oslo 17 febbraio 1952, ore 21:00 | Cecoslovacchia | 6 – 1 (0-0; 2-0; 4-1) | Germania | Jordal Amfi Arena |

| Oslo 18 febbraio 1952, ore 17:00 | Stati Uniti | 8 – 2 (1-0; 6-0; 1-2) | Finlandia | Jordal Amfi Arena |

| Oslo 18 febbraio 1952, ore 19:00 | Canada | 11 – 0 (6-0; 3-0; 2-0) | Polonia | Dælenenga idrettspark |

| Oslo 18 febbraio 1952, ore 19:00 | Norvegia | 2 – 7 (0-4; 2-2; 0-1) | Svizzera | Jordal Amfi Arena |

| Oslo 18 febbraio 1952, ore 21:00 | Svezia | 7 – 3 (3-2; 0-0; 4-1) | Germania | Jordal Amfi Arena |

| Oslo 19 febbraio 1952, ore 17:00 | Canada | 4 – 1 (1-1; 1-0; 2-0) | Cecoslovacchia | Jordal Amfi Arena |

| Oslo 19 febbraio 1952, ore 19:00 | Stati Uniti | 8 – 2 (4-1; 3-0; 1-1) | Svizzera | Jordal Amfi Arena |

| Oslo 20 febbraio 1952, ore 19:00 | Polonia | 4 – 4 (1-1; 3-1; 0-2) | Germania | Jordal Amfi Arena |

| Oslo 20 febbraio 1952, ore 21:00 | Norvegia | 2 – 5 (0-2; 2-2; 0-1) | Finlandia | Jordal Amfi Arena |

| Oslo 21 febbraio 1952, ore 17:00 | Svezia | 4 – 2 (1-0; 0-0; 3-2) | Stati Uniti | Jordal Amfi Arena |

| Oslo 21 febbraio 1952, ore 19:00 | Canada | 11 – 2 (4-0; 5-0; 2-2) | Svizzera | Dælenenga idrettspark |

| Sandvika 21 febbraio 1952, ore 19:00 | Cecoslovacchia | 11 – 2 (4-1; 3-0; 4-1) | Finlandia | Kadettangen |

| Oslo 21 febbraio 1952, ore 21:00 | Norvegia | 2 – 6 (0-0; 1-1; 1-5) | Germania | Jordal Amfi Arena |

| Oslo 22 febbraio 1952, ore 14:00 | Finlandia | 5 – 1 (1-0; 2-0; 2-1) | Germania | Jordal Amfi Arena |

| Oslo 22 febbraio 1952, ore 17:00 | Cecoslovacchia | 8 – 3 (0-2; 2-1; 6-0) | Svizzera | Jordal Amfi Arena |

| Oslo 22 febbraio 1952, ore 19:00 | Stati Uniti | 5 – 3 (1-0; 2-0; 2-3) | Polonia | Dælenenga idrettspark |

| Oslo 22 febbraio 1952, ore 21:00 | Canada | 3 – 2 (1-2; 1-0; 1-0) | Svezia | Jordal Amfi Arena |

| Oslo 23 febbraio 1952, ore 17:00 | Svezia | 5 – 2 (1-1; 4-0; 0-1) | Svizzera | Jordal Amfi Arena |

| Oslo 23 febbraio 1952, ore 19:00 | Norvegia | 2 – 11 (2-5; 0-3; 0-3) | Canada | Jordal Amfi Arena |

| Lillestrøm 23 febbraio 1952, ore 19:00 | Polonia | 4 – 2 (2-2; 0-0; 2-0) | Finlandia | Lillestrøm stadion |

| Oslo 23 febbraio 1952, ore 21:00 | Stati Uniti | 6 – 3 (2-1; 4-0; 0-2) | Cecoslovacchia | Jordal Amfi Arena |

| Oslo 24 febbraio 1952, ore 16:00 | Svizzera | 6 – 3 (1-1; 3-1; 2-1) | Germania | Dælenenga idrettspark |

| Oslo 24 febbraio 1952, ore 17:00 | Cecoslovacchia | 4 – 0 (2-0; 2-0; 0-0) | Svezia | Jordal Amfi Arena |

| Oslo 24 febbraio 1952, ore 21:00 | Canada | 3 – 3 (2-0; 1-2; 0-1) | Stati Uniti | Jordal Amfi Arena |

| Oslo 25 febbraio 1952, ore 11:00 | Norvegia | 3 – 4 (2-1; 1-1; 0-2) | Polonia | Jordal Amfi Arena |

#### Finale per il 3º posto
| Oslo 25 febbraio 1952, ore 17:00 | Svezia | 5 – 3 (0-2; 1-1; 4-0) | Cecoslovacchia | Jordal Amfi Arena |

| Pos. |                | PG | V | N | P | GF | GS | DR  | Pt |
| 1.   | Canada         | 8  | 7 | 1 | 0 | 71 | 14 | +57 | 15 |
| 2.   | Stati Uniti    | 8  | 6 | 1 | 1 | 43 | 21 | +22 | 13 |
| 3.   | Svezia         | 8  | 6 | 0 | 2 | 48 | 19 | +29 | 12 |
| 4.   | Cecoslovacchia | 8  | 6 | 0 | 2 | 47 | 18 | +29 | 12 |
| 5.   | Svizzera       | 8  | 4 | 0 | 4 | 40 | 40 | 0   | 8  |
| 6.   | Polonia        | 8  | 2 | 1 | 5 | 21 | 56 | -35 | 5' |
| 7.   | Finlandia      | 8  | 2 | 0 | 6 | 21 | 60 | -39 | 4  |
| 8.   | Germania       | 8  | 1 | 1 | 6 | 21 | 53 | -32 | 3  |
| 9    | Norvegia       | 8  | 0 | 0 | 8 | 15 | 46 | -31 | 0  |

### Graduatoria finale
| Pos | Squadra        |
| --- | -------------- |
|     | Canada         |
|     | Stati Uniti    |
|     | Svezia         |
| 4   | Cecoslovacchia |
| 5   | Svizzera       |
| 6   | Polonia        |
| 7   | Finlandia      |
| 8   | Germania       |
| 9   | Norvegia       |

| Campione olimpico di hockey su ghiaccio 1952 |
| Canada 6º titolo                             |

| Pos | Squadra     | Formazione |
| --- | ----------- | --- |
|     | Canada      | George Abel, Jack Davies, Billy Dawe, Bruce Dickson, Don Gauf, Billy Gibson, Ralph Hansch, Bob Meyers, David Miller, Eric Paterson, Tom Pollock, Al Purvis, Gordie Robertson, Louis Secco, Frank Sullivan, Bob Watt. Allenatore: Lou Holmes                                         |
|     | Stati Uniti | Rube Bjorkman, Lenny Ceglarski, Joe Czarnota, Dick Desmond, Andre Gambucci, Cliff Harrison, Gerry Kilmartin, Jack Mulhern, John Noah, Arnie Oss, Bob Rompre, Jim Sedin, Al Van, Don Whiston, Ken Yackel.                                                                            |
|     | Svezia      | Göte Almqvist, Åke Andersson, Hans Andersson-Tvilling, Stig Andersson-Tvilling, Lars Björn, Göte Blomqvist, Thord Flodqvist, Erik Johansson, Gösta Johansson, Rune Johansson, Sven Johansson, Holger Nurmela, Hans Öberg, Lars Pettersson, Lars Svensson, Sven Thunman, Åke Lassas. |

### Campionato europeo
Il torneo fu valido anche per il 30º campionato europeo e venne utilizzata la graduatoria finale dell'evento olimpico per determinare le posizioni in classifica; a trionfare fu per la sesta volta la Svezia, medaglia di bronzo olimpica.
| Pos | Squadra        |
| --- | -------------- |
|     | Svezia         |
|     | Cecoslovacchia |
|     | Svizzera       |
| 4   | Polonia        |
| 5   | Finlandia      |
| 6   | Germania Ovest |
| 7   | Norvegia       |

## Critérium Européen
| Liegi 15 marzo 1952 | Francia | 7 – 3 (1-0; 3-1; 3-2) | Paesi Bassi |  |

| Liegi 16 marzo 1952 | Belgio | 1 – 3 (1-0; 0-0; 0-3) | Italia |  |

| Liegi 16 marzo 1952 | Austria | 5 – 5 (1-2; 4-1; 0-2) | Paesi Bassi |  |

| Liegi 17 marzo 1952 | Belgio | 5 – 1 (4-1; 0-0; 1-0) | Regno Unito |  |

| Liegi 17 marzo 1952 | Austria | 5 – 1 (1-1; 0-0; 4-0) | Italia |  |

| Liegi 18 marzo 1952 | Regno Unito | 8 – 1 (3-0; 3-0; 2-1) | Paesi Bassi |  |

| Liegi 18 marzo 1952 | Belgio | 3 – 3 (0-2; 2-0; 1-1) | Francia |  |

| Liegi 19 marzo 1952 | Italia | 5 – 3 (1-2; 1-0; 3-1) | Paesi Bassi |  |

| Liegi 20 marzo 1952 | Regno Unito | 10 – 0 (4-0; 5-0; 1-0) | Francia |  |

| Liegi 20 marzo 1952 | Belgio | 7 – 10 (2-2; 2-6; 3-2) | Austria |  |

| Liegi 21 marzo 1952 | Italia | 14 – 5 (4-1; 5-1; 5-3) | Francia |  |

| Liegi 21 marzo 1952 | Regno Unito | 2 – 1 (0-0; 2-1; 0-0) | Austria |  |

| Liegi 22 marzo 1952 | Austria | 11 – 4 (3-0; 3-4) | Francia |  |

| Liegi 22 marzo 1952 | Regno Unito | 7 – 3 (2-1; 2-1; 3-1) | Italia |  |

| Liegi 22 marzo 1952 | Belgio | 1 – 7 (1-3; 0-3; 0-1) | Paesi Bassi |  |

| Pos. |             | PG | V | N | P | GF | GS | DR  | Pt |
| 1.   | Regno Unito | 5  | 4 | 0 | 1 | 28 | 10 | +18 | 8  |
| 2.   | Austria     | 5  | 3 | 1 | 1 | 32 | 19 | +13 | 7  |
| 3.   | Italia      | 5  | 3 | 0 | 2 | 26 | 21 | +5  | 6  |
| 4.   | Paesi Bassi | 5  | 1 | 1 | 3 | 19 | 26 | -7  | 3  |
| 5.   | Belgio      | 5  | 1 | 1 | 3 | 17 | 24 | -7  | 3  |
| 6.   | Francia     | 5  | 1 | 1 | 3 | 19 | 41 | -22 | 3  |